# El camí cap a casa
El camí cap a casa (xinès tradicional: 我的父親母親, xinès simplificat: 我的父亲母亲, pinyin: wǒde fùqin mǔqin, literalment 'El meu pare i la meva mare'), és una pel·lícula xinesa dirigida per Zhang Yimou i que va significar l'inici de la carrera cinematogràfica de l'actriu Zhang Ziyi. Ha rebut diversos premis i crítiques favorables. Ha estat doblada al català.

## Argument
El pare d'un home al qual les coses li van molt bé, Luo Yusheng, ha mort i, per això torna al seu poble al nord de la Xina per assistir als funerals. La mare vol que el seu marit, mestre de l'escola del poble, tingui un enterrament tradicional. Una història d'amor i un drama on destaquen el respecte als més grans, els canvis generacionals i nous costums que generen tensions.

## Repartiment
Els protagonistes principals són:
- Zhang Ziyi (en el paper de Zhao Di quan era jove).
- Zhao Yulian (Zhao Di ja vella, vídua de Luo Changyu)
- Zheng Hao (el mestre Luo Changyu)
- Sun Honglei (Luo Yusheng)
- Li Bin (àvia de Zhao Di)

## Premis
- 2000: Festival Internacional de Cinema de Berlín: Os de Plata - Gran Premi del Jurat
- 2001: Festival de Sundance: Premi del Públic (Internacional)

## Crítica
- "Commovedora història d'amor (...) sense èmfasi, ni cursileria, ni efectisme, ni paranys. Amb la grandiosa naturalitat, senzillesa, poder de comunicació i intensitat que caracteritza al lirisme autèntic, al retrat de l'amor i la passió sense disfresses ni coartades"[3]
- "Esplèndida, senzilla i encantadora"[4]